# La Gavia (métro de Madrid)
La Gavia est une station de la ligne 1 du métro de Madrid en Espagne. Elle est située sous l'intersection entre les avenues de l'Ensanche de Vallecas et de La Gavia, dans le quartier madrilène de l'Ensanche de Vallecas, dans l'arrondissement de Villa de Vallecas.

## Situation sur le réseau

Plan du réseau.

Établie en souterrain, La Gavia est une station de passage de la ligne 1. Elle est située entre la station Congosto, en direction du terminus Pinar de Chamartín, et la station Las Suertes, en direction du terminus Valdecarros,.
Les deux voies de la ligne sont encadrées par deux quais latéraux.

## Histoire
La station est mise en service le 16 mai 2007 lors de l'ouverture de la dernière section de la ligne vers le sud-est jusqu'à Valdecarros. Elle doit son nom au ruisseau de la Gavia, un affluent du Manzanares, qui coule en dessous de l'avenue du même nom.

## Services aux voyageurs

### Accès et accueil
L'accès à la station s'effectue par un édicule entièrement vitré de forme rectangulaire équipé d'escaliers, d'escaliers mécaniques et d'ascenseurs.

### Desserte

Installations et desserte
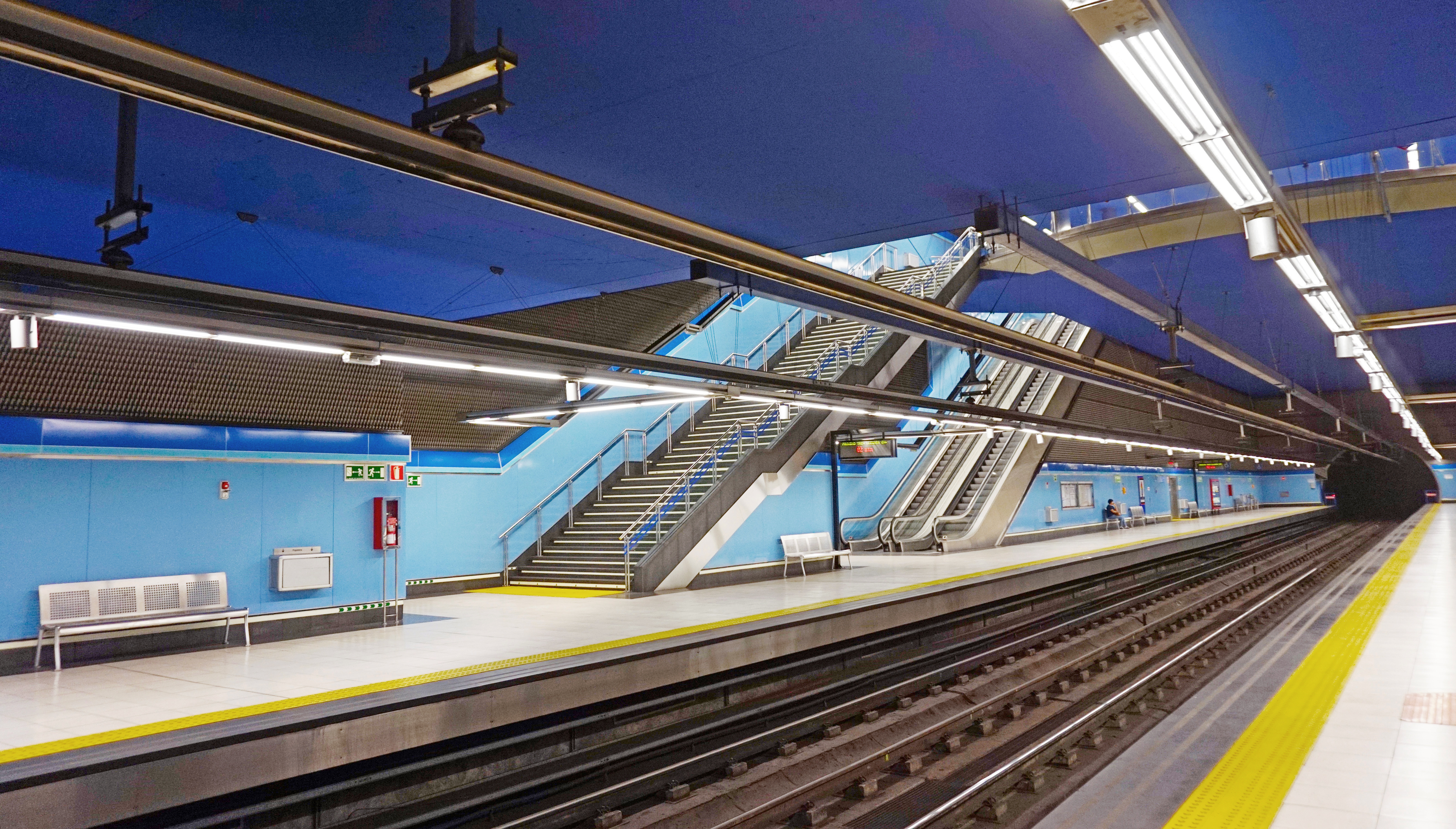
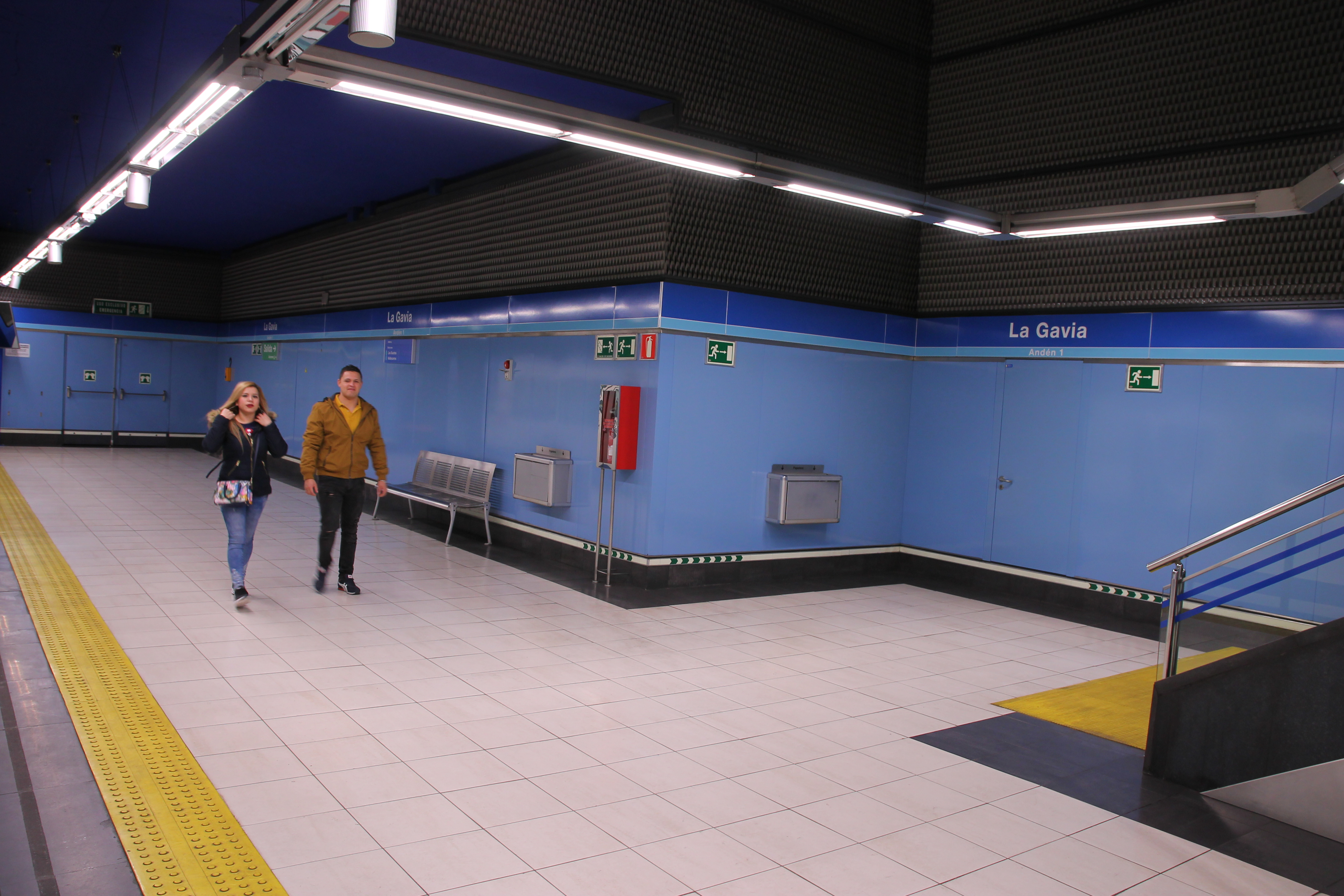
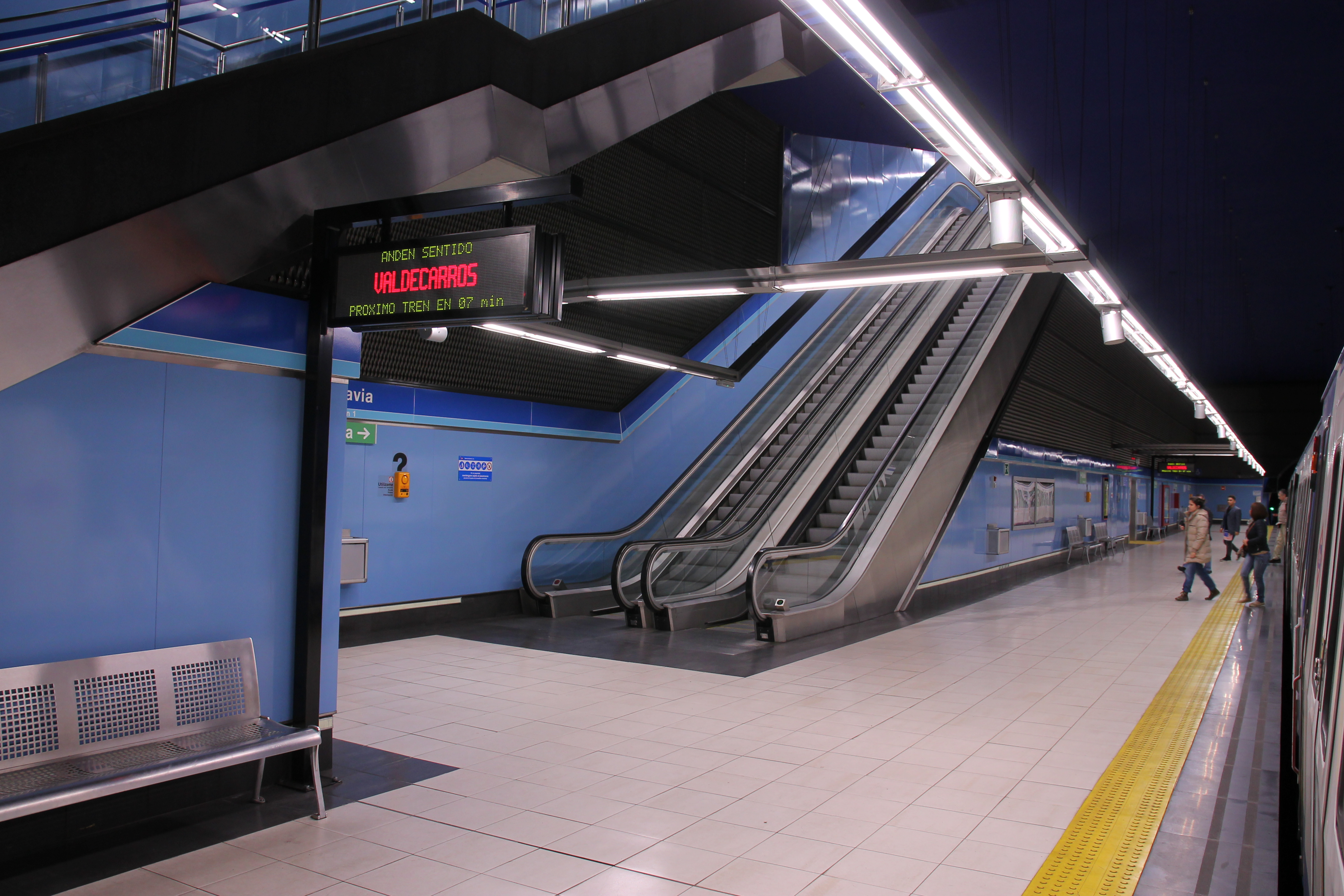

### Intermodalité
La station est en correspondance avec la ligne d'autobus no 145 du réseau EMT.